# Kolwa (Ussa)
Die Kolwa (russisch Колва) ist ein 546 Kilometer langer rechter Nebenfluss der Ussa im Nordosten des europäischen Teils Russlands.

## Verlauf
Die Kolwa hat ihren Ursprung am gut 200 m hohen Höhenzug Janeimusjur, der sich in der Bolschesemelskaja-Tundra, dem Gebiet entlang der Küste des Nordpolarmeeres zwischen Polarural und Petschora, jenseits des Polarkreises erstreckt. Hier entfließt sie dem auf etwa 130 m gelegenen Kolwaty-See. Der Fluss durchfließt die Tundralandschaft in vorwiegend südlicher, im Mittellauf auch westlicher Richtung zunächst auf dem Territorium des Autonomen Kreises der Nenzen, abschnittsweise in weiten Bögen mäandrierend. Sie erreicht dann das Territorium der Republik Komi und den nördlichen Rand der Taiga. Die Kolwa mündet schließlich unweit der Stadt Ussinsk bzw. unterhalb der Siedlung städtischen Typs Parma in 31 m Höhe in die Ussa.
Die wichtigsten Nebenflüsse der Kolwa sind Kolwawis und Sandiwei von links sowie die Charjacha von rechts.

## Hydrographie
Das Einzugsgebiet der Kolwa umfasst 18.100 km². In Mündungsnähe erreicht der Fluss eine Breite von etwa 300 Metern bei einer Tiefe von zwei Metern; die Fließgeschwindigkeit beträgt hier 0,7 m/s.
Die Kolwa gefriert zwischen Ende November und Mitte Mai. Die Wasserführung beim 137 Kilometer oberhalb der Mündung beträgt im Jahresdurchschnitt 165 m³/s bei einem Minimum von 1,8 m³/s im März und einem Maximum von 860 m³/s im Juni.

## Infrastruktur und Wirtschaft
Die Kolwa ist ab Chorei-Wer, unterhalb der Einmündung des Kolwawis, auf 330 km schiffbar.
Im Zusammenhang mit der Entdeckung großer Erdölvorkommen entlang der unteren Kolwa in den 1960er-Jahren sowie deren Erschließung ab den 1970er- und verstärkt seit den 1980er-Jahren entstanden entlang des Flusses auf einer Strecke von über 150 km mehrere ständig bewohnte Siedlungen, wie Charjaga im Autonomen Kreis der Nenzen und Werchnekolwinsk in der Republik Komi, daneben eine Vielzahl temporärer Erdölarbeitersiedlungen. Die Erdölvorkommen an der Kolwa werden unter anderem von Lukoil und mit Beteiligung ausländischer Unternehmen, wie Total, ausgebeutet.
Die Siedlungen sind durch eine Straße miteinander verbunden, die von Ussinsk ausgeht und den Fluss vier Mal überquert. Ussinsk selbst besitzt einen Flughafen und liegt einige Kilometer von Kolwa und Ussa entfernt. Direkt an der Kolwa liegt sechs Kilometer oberhalb der Mündung ein gleichnamiges altes Dorf.